# كنيسة القديس نيقولا (هامبورغ)

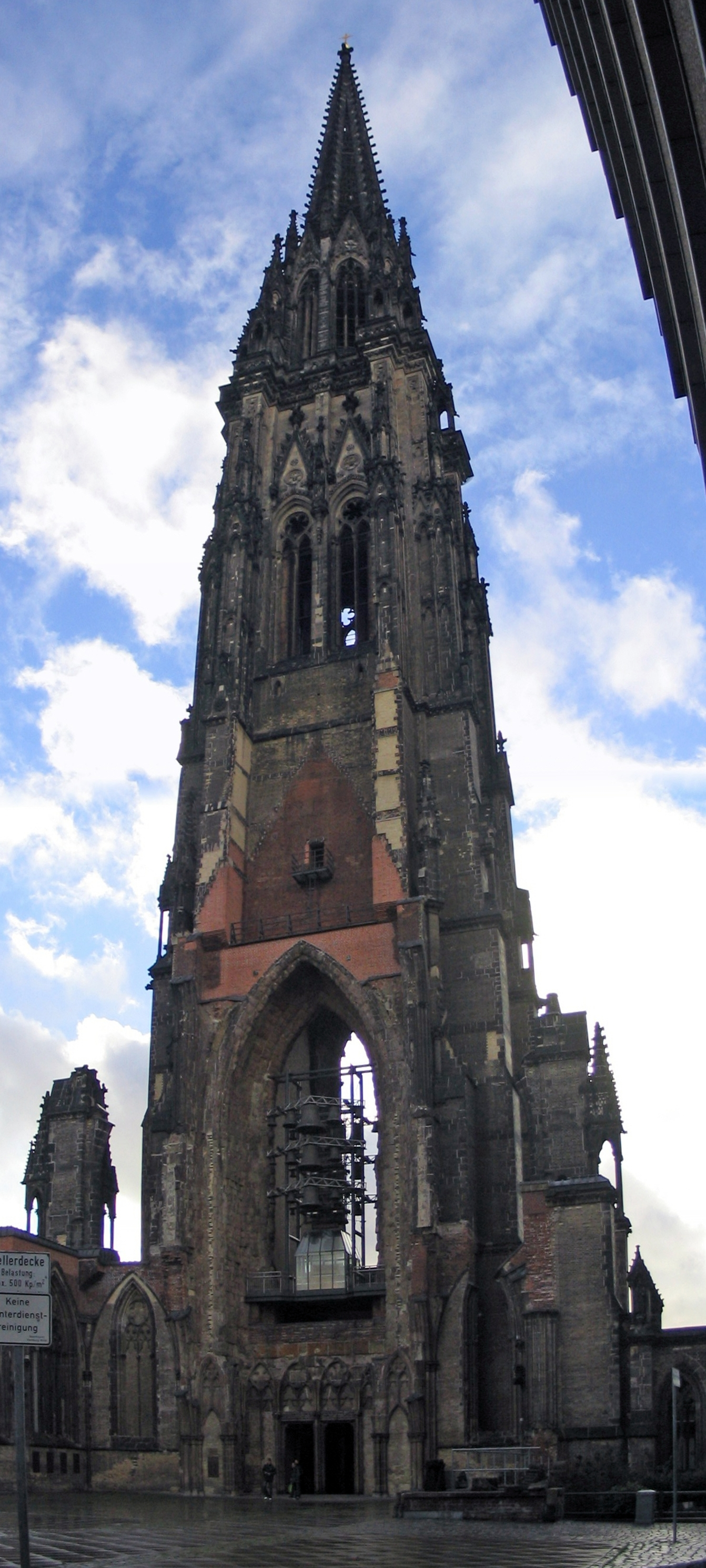
كنيسة القديس نيقولا

كنيسة القديس نيقولا (بالألمانية: St.-Nikolai-Kirche) هي كنيسة قديمة مهدمة تقع في هامبورغ في ألمانيا. يبلغ طول برجها 147 متر، لتعد بذلك ثالث أطول كنيسة في ألمانيا.

## التاريخ
يعود تاريخ الكنيسة إلى عام 1195، تم توسعتها وتحديثها في القرون الثالثة والرابعة عشرة. حرقت معظم مباني الكنيسة في حريق عام 1842، الذي اندلع في معظم أجزاء هامبورغ حينها. تم إعادة بناء الكنيسة على حسب خطط معمارية من مهندس إنغليزي بين الأعوام 1846 - 1863. تم إلحاق برج الكنيسة بالكنيسة عام 1874. دمرت كنيسة القديس نيقولا بين أعوام 1943 و1944 في الحرب العالمية الثانية من خلال قصف قوات الحلفاء لمدينة هامبورغ وخاصة الطائرات البريطانية منها. بقي فقط البرج معافى من الخسائر. تخلت الحكومة الألمانية عن فكرة إعادة بناء الكنيسية، وجعلت من الموقع والأنقاض تذكارا لضحايا الحرب من جميع الأطراف. تم إضافة 51 جرس جديد للبرج عام 1993..